# Kristianstads Heliga Trefaldighets församling
Kristianstads Heliga Trefaldighets församling, tidigare Kristianstads församling, är en församling i Villands och Gärds kontrakt i Lunds stift. Församlingen ligger i Kristianstads kommun i Skåne län och ingår i Kristianstads pastorat.

## Administrativ historik
Församlingen bildades 1614 genom utbrytning ur Råbelövs församling och Nosaby församling. Namnet var till 1948 Kristianstads församling, och även Kristianstads stadsförsamling före 1927. Församlingen införlivade 1 maj 1927 Kristianstads garnisonsförsamling. 
Församlingen var från omkring 1617 till 15 mars 1639 moderförsamling Kristianstad och Vä för att därefter till omkring 1675 utgöra ett eget pastorat. Från 1675 till 1 maj 1927 moderförsamling i Kristianstad och Vä, för att därefter till 2014 utgöra ett eget pastorat.  Från 2014 ingår församlingen i Kristianstads pastorat.

## Kyrkoherdar
| Ämbetstid | Namn                        | Levnadstid | Övrigt           |
| --------- | --------------------------- | ---------- | ---------------- |
| 1617–1628 | Jörgen Christoffersen       | 1560–1630  | Pastor och prost |
| 1629–1639 | Christopher Hansen          | –1639      | Pastor           |
| 1639–1643 | Hans Nielsen Thollofius     | –1643      | Pastor           |
| 1643–1669 | Laurits Hansen Comin        | –1669      | Pastor           |
| 1669–1677 | Casten Söffrensson Fundanus | –1677      | Pastor           |
| 1677      | Hans Pedersen               |            | Pastor           |
| 1678–1707 | Andreas Hellman             | 1646–1707  | Pastor och prost |
| 1708–1718 | Turo Liebman                | 1660–1718  | Pastor och prost |
| 1719–1734 | Nicolaus Stenhoff           | 1670–1734  | Pastor           |
| 1734–1741 | Cornelius Faxe              | 1684–1741  | Pastor och prost |
| 1743–1754 | Sven Stenhoff               | 1706–1754  | Pastor och prost |
| 1755–1777 | Gabriel Näsman              | 1714–1777  | Pastor och prost |
| 1777–1804 | Jöran Peter Herslow         | 1731–1804  | Pastor           |
| 1806–1808 | Johan Georg Brandt          | 1752–1808  | Pastor           |
| 1808–1817 | Nils Johan Sundius          |            | Pastor           |
| 1818–1827 | Carl Anton Herslow          | 1772–1827  | Pastor           |
| 1830–1845 | Jöran Jakob Thomaeus        | 1786–1845  | Pastor och prost |
| 1849–     | Thure August von Sydow      | 1793–      | Pastor och prost |

### Hospitalspredikanter
| Ämbetstid       | Namn                   | Levnadstid     | Övrigt             |
| --------------- | ---------------------- | -------------- | ------------------ |
| 1655            | Haagen Oluffsen        |                | Hospitalspredikant |
| 1683–1704       | Peder Hansson Kåhre    | –1704          | Hospitalspredikant |
| 1706–1721       | Carl Larsson Twetowius | –1721          | Hospitalspredikant |
| 1722–1741       | Johan Malin            | –1741          | Hospitalspredikant |
| 1742–1748       | Eleazar Thulin         |                | Hospitalspredikant |
| 1748–1754       | Samuel Gutman          |                | Hospitalspredikant |
| 1755–1764       | Martin Åkerman         | 1719–1764      | Hospitalspredikant |
| 1765–1780-talet | Christian Falck        | död 1780-talet | Hospitalspredikant |

## Organister
| Ämbetstid | Namn                        | Levnadstid    | Övrigt                      |
| --------- | --------------------------- | ------------- | --------------------------- |
| 1630–1650 | Jacob Olsen                 |               |                             |
| 1672–     | Samuel Friedrich Sutorius   |               |                             |
| 1689–1701 | Frans Rask                  | -1707         |                             |
| -1730     | Hans Rask                   | –1730         |                             |
| 1730-1739 | Christian Wenster den äldre | 1704-1779     | Organist.                   |
| 1749      | Paul Wick                   |               | Organist.                   |
| 1751–1783 | Paul Wilhelm Kropp          | ca. 1717-1783 | Organist.                   |
| 1783–1790 | Christian Kull              | 1765-1815     | Organist.                   |
| 1806-1842 | Nils Möller                 | 1782-1853     | Även stadsmusiker.          |
| 1835–1836 | Carl Theodor Möller         | 1813–1889     | Ställföreträdande organist. |
| 1853-1868 | Lars Jacob Möller           | 1811-1868     |                             |
| 1869-1913 | Nils Nilsson                | 1841-1913     |                             |
| 1913-1945 | Olof Wadborg                | 1878-1945     |                             |
| 1947-1958 | Gustaf Carlman              | 1906-1958     |                             |
| 1959–1973 | Jan Pontén                  | 1913–1991     | [ 12 ]                      |
| 1976-2012 | Torbjörn Gustavsson         | 1945-         |                             |

## Kyrkor
- Heliga Korsets kapell
- Heliga Trefaldighets kyrka
- Näsby kyrka
- Rödaleds kapell
- Österängs kyrka